# Ragga jungle
Ragga jungle je žánr, který se objevil zhruba kolem let 1989-1990 a původně byl ve velké míře založen na produkci Michaela Westa (Rebel MC, Congo Natty Label). Ragga jungle v sobě spojuje prvky žánrů raggamuffin a drum and bass/jungle. Prvořadými průkopníky žánru byli Lennie De Ice a Ragga Twins.

## Významní interpreti[1]
- 2 Bad Mice
- Amazon II
- Rude Bwoy Monty
- Rebel MC
- Shy FX
- T.Kay
- Demolition Man